# Isabelle de Bourgogne
Isabelle de Bourgogne, appelée parfois Élisabeth ou Agnès, née vers 1270 à Dijon et morte en août 1323 à Chambly, est une princesse de la maison capétienne de Bourgogne, fille du duc Hugues IV et de Béatrice de Navarre. Elle fut reine de Germanie en tant que seconde épouse du roi Rodolphe Ier de Habsbourg de 1284 à 1291.

## Biographie
Isabelle est l'un des dix enfants de Hugues IV (1212-1272), duc de Bourgogne, fille aînée issue de son deuxième mariage avec Béatrice de Navarre (1242-1295), fille du roi Thibaut Ier de Navarre. À l'âge de deux ans, l'année même de la mort de son père, elle était fiancée à Charles de Dampierre, le jeune fils du comte Robert III de Flandre, qui néanmoins est mort cinq ans plus tard. 

## Reine par mariage
Le 6 février 1284 à Remiremont, elle épousa Rodolphe Ier de Habsbourg (1218-1291), roi des Romains, et devient de ce fait reine de Germanie. Rodolphe a 66 ans et Isabelle 14 ans. Elle est beaucoup plus jeune que la plupart des enfants que Rodolphe a eu de sa première épouse Gertrude de Hohenberg (1225-1281). En échange, le roi accorda la Dauphiné de Viennois en fief au frère d'isabelle, Robert II de Bourgogne ; ses espoirs d'avoir davantage d'influence sur la Bourgogne impériale, toutefois, ne se sont que partiellement réalisés. 
Ce second mariage de Rodolphe est sans descendance. À la mort de son mari le 15 juillet 1291 à Spire, Isabelle retourne à la cour de Bourgogne où lui est conféré le titre de Dame de Vieux-Château.

## Remariage incertain
Elle se serait remariée avec Pierre IX de Chambly dit « Le Jeune », seigneur de Neauphle. Le couple a deux fils, Louis et Jean, et au moins une fille : Jeanne de Chambly, dame de Neauphle, Thorigny et Persan.
Il semblerait cependant que soit faite une confusion avec une autre "Isabelle de Bourgogne", fille de Jean de Montaigu et petite-fille d'Adélaïde, comtesse de Bourgogne.
Après sa mort, Isabelle a été enterrée au couvent des augustins à Paris.